# Lushan, Pingdingshan
Lushan är ett härad som lyder under Pingdingshans stad på prefekturnivå i Henan-provinsen i norra Kina.